# Rosakakadu
Der Rosakakadu (Eolophus roseicapilla, Syn.: Cacatua roseicapilla), gelegentlich auch in Übernahme der australischen Bezeichnung Galah genannt, ist eine in Australien weit verbreitete und häufige Papageienart. Der Rosakakadu ist ein mittelgroßer, stämmig gebauter Kakadu mit einem auffällig rosa und grau gefärbten Gefieder. Die Haube ist kurz und nach hinten gerichtet. Die langen Flügel reichen nahezu bis zur Spitze des leicht rundlichen Schwanzes. Der Rosakakadu ist der einzige Vertreter der Gattung Eolophus.
Das Verbreitungsgebiet und die Bestandsdichte des Rosakakadus haben in den letzten Jahrzehnten zugenommen. Beides ist auf Veränderungen ihres Lebensraums durch den Menschen zurückzuführen, der durch die Umwandlung von Trockengebieten in Agrarflächen mit Schafzucht, Weizen- und Maisanbau neue Nahrungsgebiete für den Rosakakadu schafft. Ihre Ausbreitung und Populationszunahme wirkt sich dabei negativ auf die Populationsdichte anderer Kakaduarten wie etwa des Weißschwanz-Rabenkakadus und des Inkakakadus aus. Der Rosakakadu ist in Nordaustralien geschützt. Er gilt in anderen australischen Regionen als Schädling, der häufig zum Abschuss freigegeben wird. Rosakakadus treten gelegentlich in großen Schwärmen auf und können in Getreidefeldern beträchtlichen Schaden anrichten. Die großen landwirtschaftlichen Schäden waren Anlass für australische Behörden, bereits 1969 umfangreiche Forschungsarbeiten über die Lebensweise des Rosakakadus zu beauftragen. Der Rosakakadu gehört deshalb heute zu den am besten erforschten Papageienarten.
Rosakakadus sind beliebte Volierenvögel und zählten bis etwa 1945 zu den am häufigsten gehandelten Großpapageien. Sie wurden erstmals 1843 nach Europa importiert. Die Erstzucht gelang bereits 1876. Da diese Kakaduart jedoch in großer Zahl als Wildfänge in den Handel gebracht wurde, erfolgte keine systematische Zucht. Seitdem die australische Regierung ein Ausfuhrverbot für alle heimischen Tierarten erlassen hat, sind Rosakakadus außerhalb Australiens zu begehrten Seltenheiten im Vogelhandel geworden. Bei der Zusammenstellung der Zuchtpaare seit dem Ausfuhrverbot wurde häufig nicht auf den Unterartenstatus geachtet, so dass es sich bei den in Europa und Nordamerika gepflegten Rosakakadus um Mischformen der Unterarten handelt. Rosakakadus sind sehr langlebige Vögel, deren Pflege anspruchsvoll ist. Sie können in Gefangenschaft ein Alter von mehr als 40 Jahren erreichen.

## Beschreibung
Rosakakadus erreichen eine Körperlänge von 35 Zentimeter und ein Gewicht zwischen 200 und 380 Gramm. Die Männchen wiegen zwischen 272 und 380 Gramm. Bei Weibchen reicht die Gewichtsspanne von 200 bis 356 Gramm. Die Schwingen sind gerundet und im Verhältnis zur Körpergröße lang. Der Schwanz ist verhältnismäßig kurz und am Ende quadratisch.

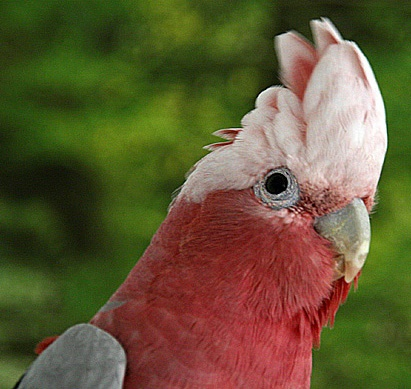
Männchen mit aufgestellter Haube

Bei den Männchen sind die Stirn, die Haube und der Hinterkopf weiß bis hellrosa. Die Federn unmittelbar unter dem Auge weisen gelegentlich eine rosaweiße Färbung an den Spitzen auf. Ein schmales Vorderstirnband ist ebenso wie der Zügel rosarot. Am Hinterkopf geht das Hellrosa des Kopfes in das dunklere Rosa des Nackengefieders über. Die Wangen, die Ohrpartie sowie der Nacken, Hals, Kinn, Kehle, Brust, die Unterflügeldecken und der Bauch sind rosarot. Der Rücken, die Flügel, die Ober- und Unterschwanzdecken sind grau. Am hellsten ist dieses Grau auf den Armdecken, dem Bürzel und den Oberschwanzdecken. Dagegen sind die Handdecken, die Handschwingen und die Schwanzspitze deutlich dunkler grau. Der Schnabel ist hell hornfarben. Die Iris ist dunkelbraun bis schwarz. Die Beine sind grau. Der auffällige Augenring ist ungefiedert, weiß bis gräulich weiß und gerunzelt. Die Federhaube, das auffälligste Merkmal, welches Kakadus von anderen Papageienarten unterscheidet, ist beim Rosakakadu im Vergleich mit anderen Kakadus nur gering ausgeprägt. Sie ist gewöhnlich flach angelegt, so dass der Kopf rund wirkt. Bei leicht erregten Vögeln ist die Federhaube am hinteren Ende leicht gesträubt. Bei stark erregten Vögeln ist die Federhaube stark gespreizt. Dies ist zwar nicht so auffällig wie bei anderen Kakaduarten wie etwa dem Weißhauben-Kakadu, jedoch hat die stark gespreizte Federhaube in einer Reihe sozialer Interaktionen mit Artgenossen eine wichtige Signalfunktion.
Der Geschlechtsdimorphismus ist nur schwach ausgeprägt. Bei den Weibchen ist die Iris jedoch mittelbraun bis rötlich, während sie bei Männchen und Jungvögeln dunkelbraun ist. Dieser Unterschied ist ab dem sechsten Lebensmonat so auffällig, so dass sich daran die Geschlechter sicher bestimmen lassen. Der Augenring ist bei Weibchen außerdem schmaler und glatter. Die Mauser der Rosakakadus beginnt wenige Wochen, nachdem die Jungvögel ausgeflogen sind, und dauert 160 bis 180 Tage. Weibchen beginnen mit der Mauser etwas später und durchlaufen sie schneller als die Männchen.
Frisch geschlüpfte Nestlinge haben rosa Daunen. Dies unterscheidet sie von den anderen Kakaduarten, bei denen die meisten Nestlinge blassgelbe bis leuchtend gelbe Daunen aufweisen. Jungvögel ähneln den adulten Rosakakadus. Sie sind jedoch insgesamt matter gefärbt. Stirn, Haube und Scheitel sowie die Brust sind bei ihnen außerdem mattgrau überlaufen. Sitzen sie unbeweglich in Baumwipfeln, sind sie aufgrund dieses noch fleckig wirkenden Gefieders nur sehr schwer auszumachen. Der unbefiederte Augenring ist bei ihnen blass gelblich weiß. Ihm fehlt noch die charakteristische Runzelung, wie sie für adulte Vögel typisch sind. In ihrem ersten Herbst mausern Jungvögel ihr Körpergefieder und sind dann durch ihr Federkleid nicht mehr von den adulten Vögeln zu unterscheiden.

## Fortbewegung

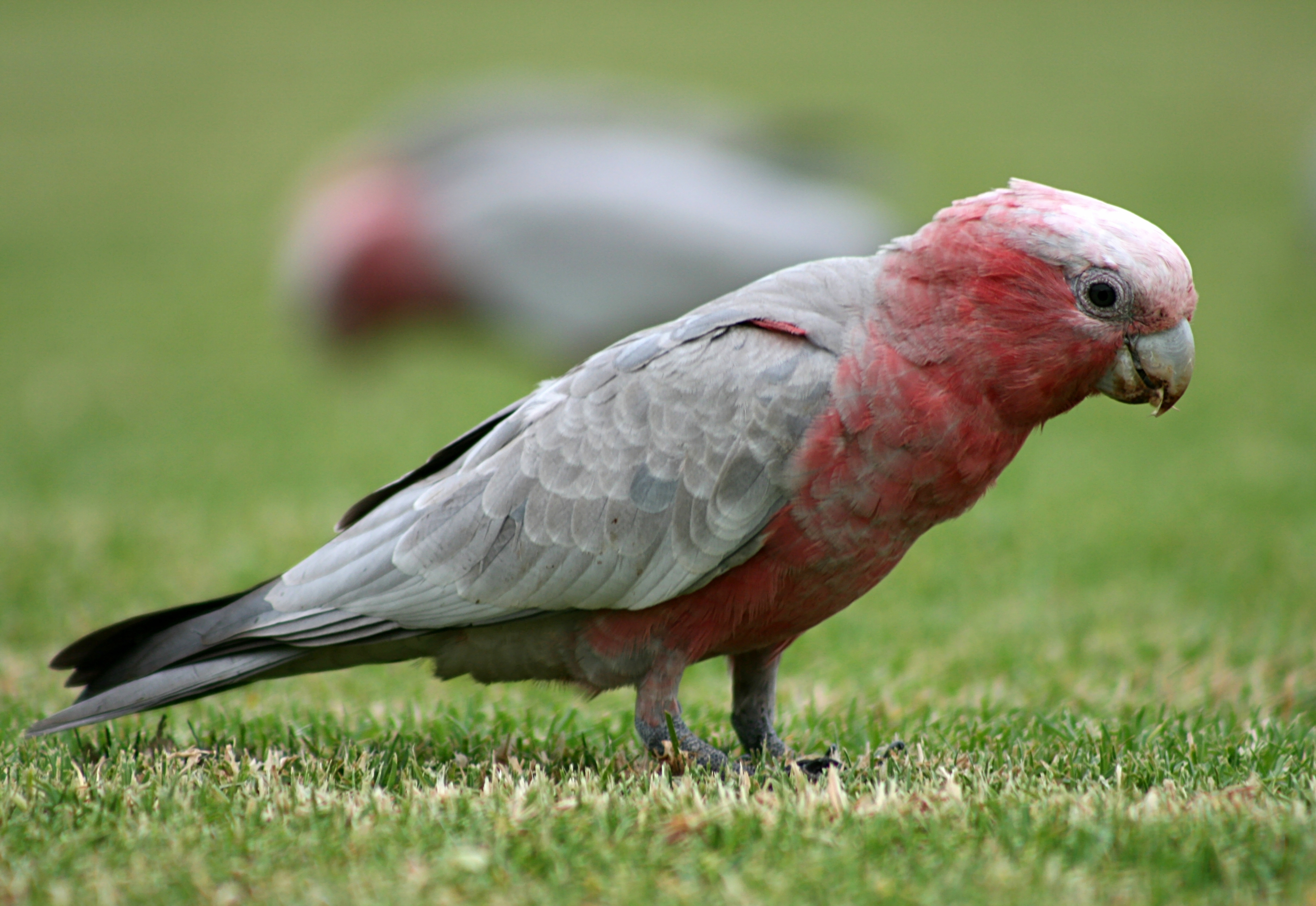
Noch nicht voll ausgefärbter Jungvogel bei der Nahrungssuche am Boden

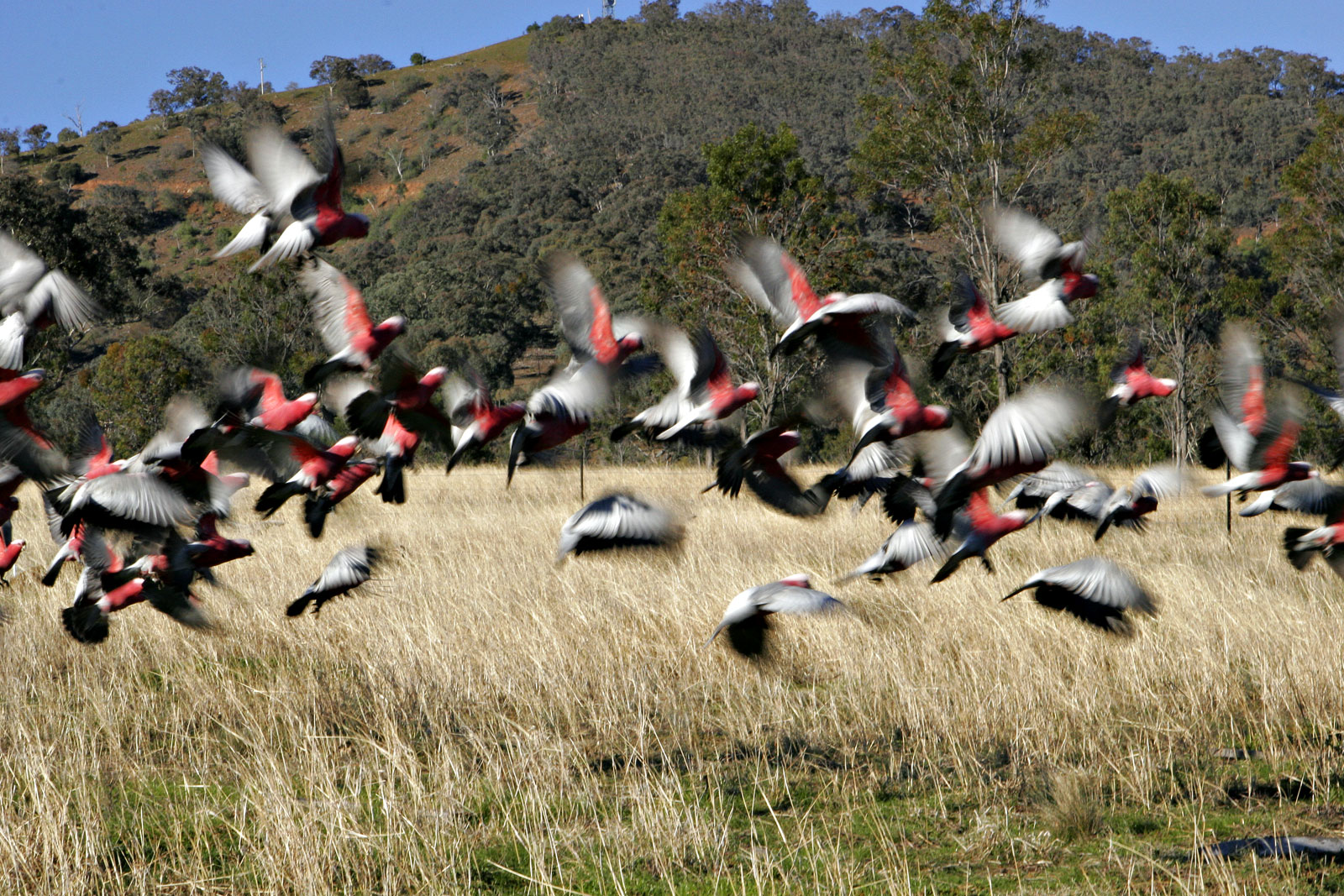
Rosakakadu-Schwarm

Auf dem Boden oder auf horizontalen Ästen laufen Rosakakadus, indem sie in einer langsamen, etwas schlingernden oder rollenden Körperbewegung einen Fuß vor den anderen setzen. Diese Bewegungsweise hängt vermutlich mit der kurzen Länge ihres Tarsometatarsus zusammen. Der befiederte Tibiotarsus befindet sich beim Gehen nur knapp über dem Boden. Da Rosakakadus ein Einnässen ihres Gefieders nach Möglichkeit vermeiden, halten sie sich nur selten in höherer Bodenvegetation auf. In bestimmten sexuell oder aggressiv motivierten Kontakten mit anderen Rosakakadus bewegen sie sich gelegentlich seitwärts, indem sie einen Fuß an den anderen heranziehen. Das sogenannte Promenieren, bei dem Rosakakadus auf einem horizontalen Ast laufen, am Astende erst den Kopf und dann den Körper abrupt wenden, um wieder in die andere Richtung zu laufen, ist eine Verhaltens-Stereotypie gefangener Vögel, die so noch nicht in freier Wildbahn beobachtet wurde. Beim Klettern in Baumwipfeln oder in Sträuchern setzen sie häufig auch den Schnabel ein, um sich hochzuziehen.
Rosakakadus erreichen eine Fluggeschwindigkeit von 50 bis 60 Kilometern pro Stunde. Schwärme sind auch bei hoher Geschwindigkeit noch wendig genug, um zwischen Baumwipfeln zu manövrieren. Ihr Flugbild unterscheidet sich damit deutlich von den flachen und unregelmäßigen Flügelschlägen der Eigentlichen Kakadus: Unmittelbar nach dem Auffliegen sind die Flügelschläge zunächst schnell und raumgreifend. Sobald die Kakadus eine gewisse Geschwindigkeit und Höhe erreicht haben, werden die Flügelschläge etwas flacher und die Schlagzahl langsamer. Der Flug ist anders als beispielsweise beim Gelbhauben oder Inkakakadu nicht von Gleitphasen unterbrochen. Nur im unmittelbaren Landeanflug gleiten sie. Da sie am Boden langsam sind, fliegen sie häufig auch dann auf, wenn sie nur kurze Strecken zurücklegen wollen. Solche kurzen Flüge sind bei der Fortbewegung in Baumwipfeln zu beobachten oder wenn sie sich bei der Nahrungssuche am Boden an die Spitze eines fressenden Schwarmes setzen wollen. Auch auf Fressfeinde reagieren Rosakakadus mit Auffliegen. Nähert sich ein Greifvogel, fliegen sie auf, wobei sich fast alle Rosakakadus der näheren Umgebung anschließen, und kreisen dann in hoher Geschwindigkeit in einer Höhe von etwa 100 Meter über dem Erdboden. Ein Hassen auf den sich nähernden Greifvogel, wie es etwa verschiedene Sperlingsvögel praktizieren, fehlt bei Rosakakadus. Anders verhält es sich, wenn sich ein auf dem Boden lebender Beutegreifer Rosakakadus nähert. Die Kakadus fliegen dann gleichfalls auf, kreisen dann unter lautem Rufen über dem Beutegreifen und folgen ihm, wenn er sich fortbewegt.
Rosakakadus sind bekannt für ihre spielerische Flugakrobatik. Sie durchfliegen dabei häufig in geringer Höhe und mit akrobatischen Wendungen und Drehungen laut kreischend Baumkronen. Ian Rowley berichtet, dass es vor allem noch nicht geschlechtsreife Vögel sind, die dieses Verhalten zeigen, bevor sie sich auf ihren Ruhebäumen niederlassen.

## Stimme
Als soziale Vogelart dienen der größte Teil der Rufe als Kontaktaufnahme mit ihren Artgenossen. Dabei kann es sich um den Partnervogel handeln, ein Mitglied des Schwarms als auch nicht zum Schwarm gehörende Rosakakadus.

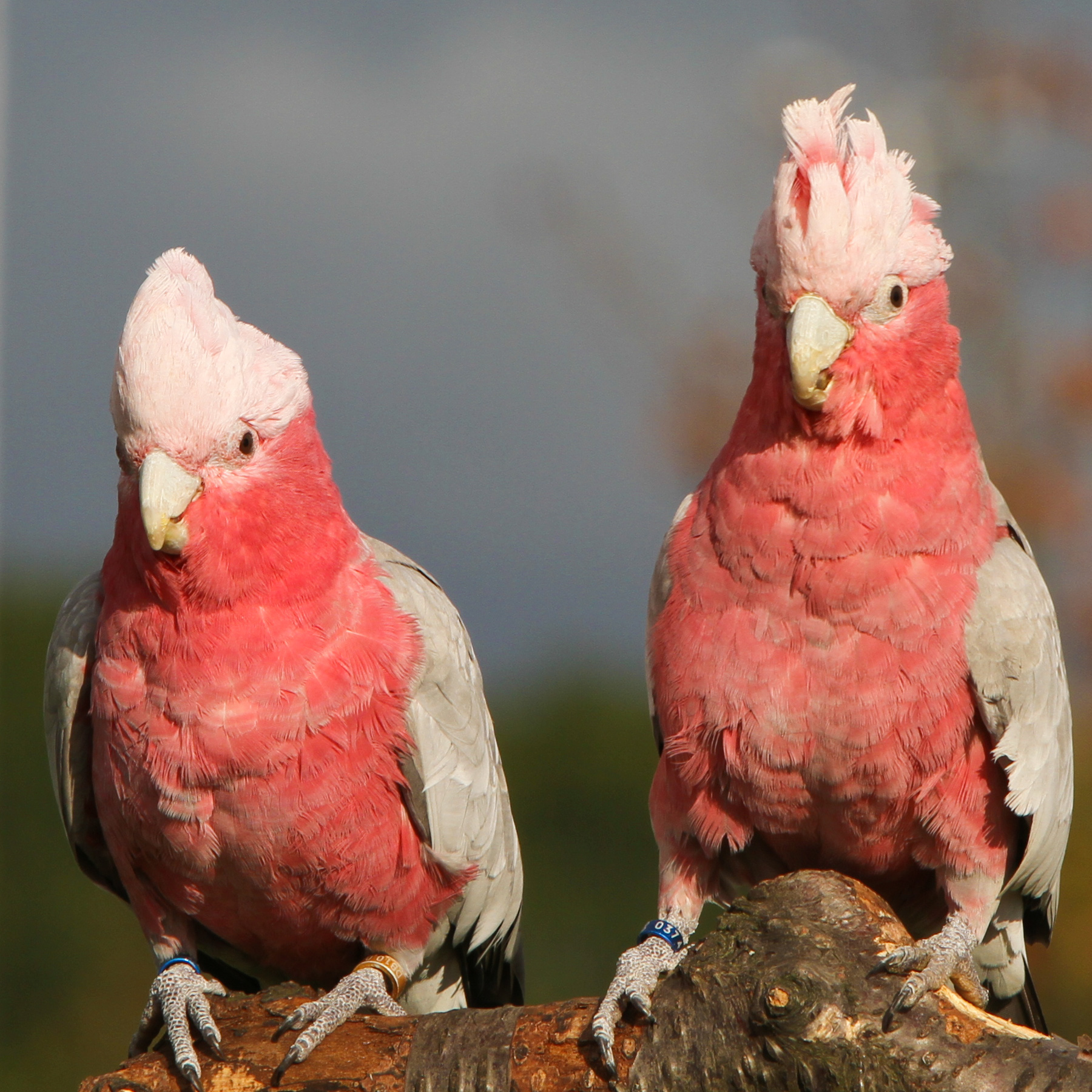
Rosakakadus

Der Kontaktlaut ist ein chill-chill oder tschet tschet. Ian Rowley vertritt die Ansicht, dass – obwohl sich auf Sonogrammen keine großen Unterschiede feststellen lassen – dieser Ruf so hinreichend individuell ist, dass sich Rosakakadus daran erkennen können. Dieser leise Kontaktruf wird in Abstand von zehn Sekunden sowohl am Boden als auch im Flug ausgestoßen. Sind die Vögel beunruhigt, verringert sich der Rufabstand. Ein längeres tscheat, das meist zwei- bis viermal wiederholt wird, ist zu vernehmen, wenn Rosakakadus zur Nisthöhle zurückkehren. Der Ruf wird meist vom Partnervogel aufgegriffen. Ein weicheres Kwie ist ein Beruhigungslaut, der vor allem dann zu hören ist, wenn Rosakakadus zur Nisthöhle kommen, um Nestlinge zu füttern. Nestlinge betteln mit rauen keuchenden Lauten. Der Schnabel ist dabei etwas geöffnet, die Federhaube gespreizt und der Vogel wiegt sich leicht von Seite zu Seite. Auch die adulten Rosakakadus lassen bei der Futterübergabe diesen keuchenden Ruf hören.
Mit Lik-lik oder auch Lik-lik-lik-Rufen deuten Rosakakadus an, dass sie auffliegen werden. In der Nähe befindliche Rosakakadus greifen diesen Ruf häufig auf, so dass ein initiales Rufen eines Vogels meist dazu führt, dass mehrere Vögel auffliegen. Scrie-Rufe drücken eine leicht aggressive Stimmung aus. Sie sind in verschiedenen Situationen zu hören, beispielsweise wenn ein Rosakakadu einen benachbarten Rosakakadu zwickt. Es ist aber auch der Ruf, der in Hass-Situationen zu vernehmen ist und ist auch bei territorialem Verhalten zu hören.

## Verbreitungsgebiet

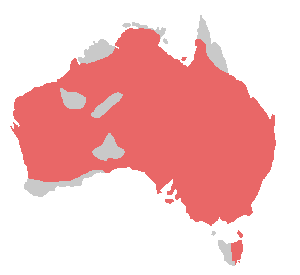
Verbreitungsgebiet des Rosakakadus in Australien

Rosakakadus sind heute auf dem gesamten Kontinent sowie auf Tasmanien mit drei Unterarten vertreten. Ihr Verbreitungsschwerpunkt ist das Landesinnere des australischen Kontinents. Sie kommen außerdem auf einigen vor der australischen Küste gelegenen Inseln vor.
Es ist nicht sicher, in welchem Ausmaß sich das heutige Verbreitungsgebiet von dem vor der Besiedelung des australischen Kontinents durch europäische Siedler unterscheidet. Der Ornithologe Ian Rowley geht davon aus, dass Rosakakadus ursprünglich nur im Landesinneren Australiens vorkamen. Er ist der Überzeugung, dass ihr Verbreitungsgebiet im Osten von der 3.500 Kilometer langen Great Dividing Range und im Westen von der Kwongan-Heide begrenzt war. Unstrittig ist, dass Rosakakadus in der zweiten Hälfte des 20. Jahrhunderts ihr Verbreitungsgebiet deutlich ausgedehnt haben und mittlerweile auch im Weizengürtel im Südwesten Australiens sowie in den Küstenregionen vorkommen. Gleichzeitig ist ihre Populationszahl stark angestiegen. Rosakakadus haben dabei von der Abholzung von Wäldern und der Umwandlung der ehemaligen Waldgebiete in landwirtschaftlich genutzte Flächen profitiert. Die Anlage von Viehtränken, die ganzjährig Wasser bieten, gibt ihnen außerdem die Möglichkeit, aridere Regionen Australiens zu besiedeln. Sie kommen mittlerweile in nahezu allen Arten offener Landschaftstypen und haben auch Küsten- und Hochlandregionen kolonisiert. Die Kolonisierung neuer Lebensräume verläuft mitunter sehr schnell. So waren Rosakakadus bis in die 1980er Jahre in der Umgebung von Sydney selten. Seitdem ist die dortige Populationszahl so stark angestiegen, dass sie stellenweise zu den häufigen Vogelarten zählen. Vergleichbare Fälle sind auch für andere Regionen Australiens gut dokumentiert. Nicht alle Ornithologen führen den starken Anstieg der Population allein auf die Veränderung der australischen Landschaft durch menschliche Einflüsse zurück. Sie gehen davon aus, dass die im 19. Jahrhundert verringerten Niederschlagsmengen zu einem Populationsrückgang vor allem im australischen Innenland führte, von dem sich die Art erst im Verlauf des 20. Jahrhunderts wieder erholte.

## Lebensraum
Der Lebensraum des Rosakakadus sind offene Landschaften, baumbestandene Savannen und offenes Grasland im Binnenland. Ihr natürlicher Verbreitungsschwerpunkt sind semiaride bis semihumide Regionen. Sie meiden dicht bewaldete Gebiete, Regenwald, Sandwüsten und fehlen in Regionen mit hohen Niederschlagsmengen. Ihre Höhenverbreitung reicht bis 1.250 Meter über NN. Sie haben sich an urbane Lebensräume gut angepasst und sind in Parkanlagen und Gärten häufig.
Fest verpaarte Brutpaare sind sesshaft und haben einen Aktivitätsraum, in dessen Zentrum ihr Brutbaum liegt. Die großen Schwärme, die ungerichtet nomadisieren, setzen sich aus noch nicht geschlechtsreifen Jungvögeln und wenigen nichtbrütenden adulten Vögeln zusammen. Sie nutzen in der Regel ein Areal, das 1000 Quadratkilometer umfasst. Die Wanderbewegungen sind von der sich ändernden Verfügbarkeit von Futter beeinflusst.

## Lebensweise
Rosakakadus sind soziale Vögel, die nur ausnahmsweise paarweise zu beobachten sind. Sie ziehen in der Regel in kleinen Gruppen umher. Die Grundeinheit ihres sozialen Lebens ist jedoch das Paar. Sie gehen in der Regel eine monogame Verbindung ein, die bis zum Tod eines der Vögel bestehen bleibt. Dieses Paar nistet in der Regel über mehrere Jahre im selben Brutbaum oder doch zumindest in benachbarten Bäumen. Dieser Brutbaum ist das Zentrum ihrer Aktivität und meist entfernen sie sich nicht weiter als 10 Kilometer davon. Die losen Schwärme, die sie bilden, setzen sich aus den benachbarten Paaren zusammen.
Nach einer Untersuchung, die im Weizengürtel Australiens stattfand, lebten in einem Areal von 90 Quadratkilometern 130 Brutpaare. Diese bildeten insgesamt zwölf Schwärme. Die Individuenzahl der Schwärme wurde jedoch durch nomadisierende, noch nicht geschlechtsreife Jungvögel sowie durch nichtbrütende ausgewachsene Vögel ergänzt. Gelegentlich bilden sich daher auch große Schwärme, die mehrere tausend Vögel umfassen können. Es kommt gelegentlich zu Vergesellschaftungen mit Gelbhauben-, Inka- und Nacktaugenkakadus. Da Rosakakadus über kein arteigenes Warnsystem verfügen, profitieren sie insbesondere von den aufmerksamen Gelbhaubenkakadus und reagieren auf ihre Alarmzeichen mit Auffliegen.

### Tagesablauf

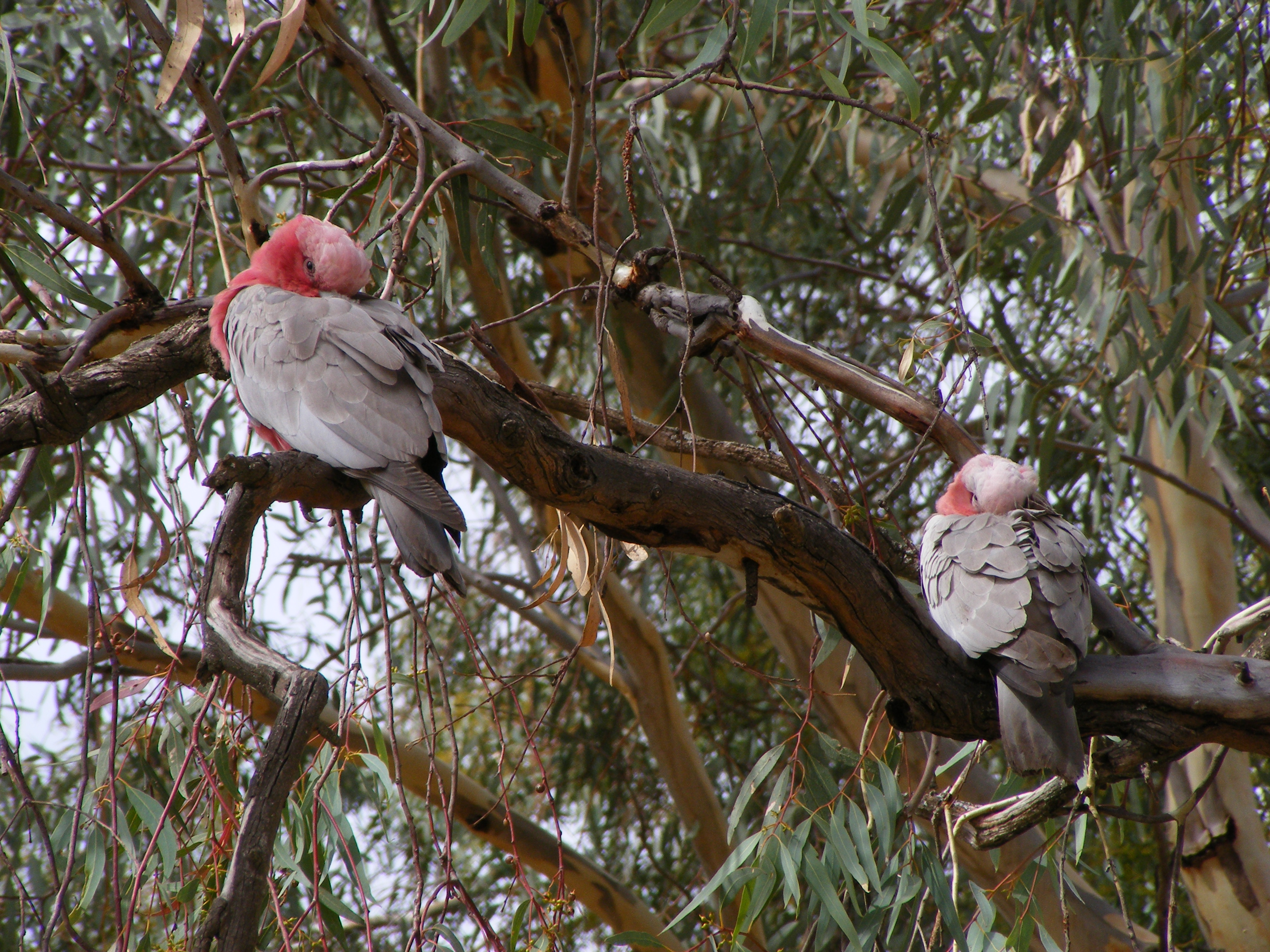
Schlafende Rosakakadus

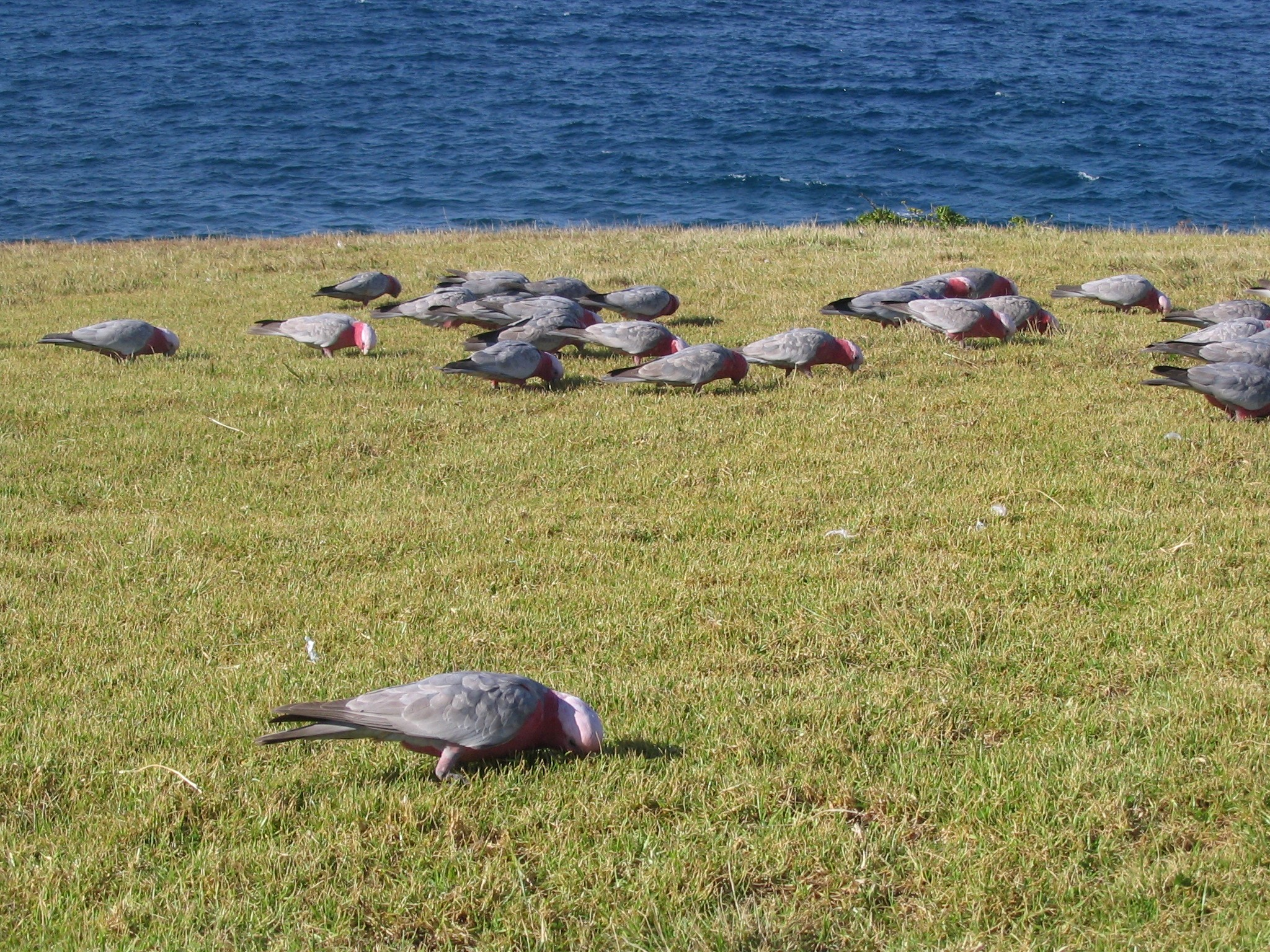
Schwarm nahrungssuchender Rosakakadus

Rosakakadus sind tagaktive Vögel. Ihre Aktivitätsphase beginnt mit dem ersten Morgenlicht. In dem Baumwipfel, in dem sie die Nacht verbracht haben, suchen sie zunächst die Äste auf, die der Morgensonne ausgesetzt sind. Sie suchen dann für kurze Zeit den Erdboden rund um ihre Schlafbäume auf. Ian Rowley konnte bei seinen Untersuchungen dort nur wenig geeignete Nahrungspflanzen finden und vermutet, dass sie bei diesem regelmäßig zu beobachtenden Verhalten kleine Steinchen aufnehmen. Nachdem sie fünfzehn bis dreißig Minuten auf dem Boden verbracht haben, suchen sie wieder Baumwipfel auf, um dort ihr Gefieder zu pflegen. Wenig später initiiert ein erster Rosakakadu mit Lik-lik-Rufen eine Aufbruchsstimmung. Wenn eine ausreichende Zahl von Kakadus dem ersten Vogel folgt, verlässt die gesamte Gruppe sehr schnell ihre Schlafbäume und sucht die Nahrungsgründe auf. Ist dies nicht der Fall, kehren die aufgeflogenen Vögel wieder in die Baumwipfel zurück. Sind die Nahrungsgründe mehr als einen Kilometer von den Ruhebäumen entfernt, rasten die Rosakakadus unterwegs in Bäumen. Sie treffen dabei häufig mit anderen Schwärmen zusammen, mit denen sie gemeinsam zu den Nahrungsgründen weiterfliegen. Die Nahrungssuche dauert zwischen einer halben bis zu vier oder gar fünf Stunden. Die Dauer der Nahrungssuche ist abhängig von der Dichte des Nahrungsangebot und der individuellen Situation des jeweiligen Kakadus. Tendenziell suchen Rosakakadus, die Nestlinge zu versorgen haben, deutlich länger nach Nahrung als noch nicht geschlechtsreife Artgenossen. Während der heißesten Tageszeit ruhen sie in dicht belaubten Baumkronen. Dort dösen sie oder widmen sich der Gefiederpflege. Am Nachmittag suchen sie erneut die Nahrungsgründe auf. Sobald sie ausreichend Nahrung gefunden haben, suchen sie die nächste Wasserstelle auf. Bei Sonnenuntergang entwickeln sie eine hohe Flugaktivität. Unter lautem Rufen suchen sie dann ihre Schlafbäume auf, die sich meist in Gewässernähe befinden.

### Körperpflege
Rosakakadus pflegen ihr Gefieder regelmäßig. Die Federn werden einzeln in den Schnabel genommen und beknabbert. Auch die Füße und Beine werden beknabbert. Wie die meisten Vögel haben Rosakakadus eine Bürzeldrüse auf der Oberseite der Schwanzwurzel. Diese bildet ein öliges Sekret, das Rosakakadus mit dem Schnabel im gesamten Gefieder verteilen. Am Kopf und Nacken kratzen sich Rosakakadus mit den Krallen, da sie diese Stellen nicht mit dem Schnabel erreichen. Sie führen dabei den Fuß unterhalb des Flügels entlang. Wegen der potenziellen Gefährdung durch Beutegreifer an den wenigen Wasserstellen baden Rosakakadus nur sehr selten. Sie reagieren jedoch wie viele Papageien sehr erregt, wenn es regnet. Typisch ist ein weites Spreizen der Flügel und des Schwanzes, gelegentlich hängen sie bei Regen mit weit geöffnetem Flügel sogar kopfüber von den Zweigen.

### Spielverhalten
Rosakakadus gelten als sehr verspielte Vögel. Dies wird daran festgemacht, dass sie eine Reihe von Verhaltensweisen zeigen, die „unproduktiv“ sind, weil sie weder mit dem Nahrungserwerb noch dem Fortpflanzungstrieb in Zusammenhang stehen. Dazu gehören ihre akrobatischen Flüge durch das Geäst von Baumkronen, was angesichts ihres nur wenig von Bäumen bestandenen Lebensraums keine für das Überleben notwendige Fähigkeit ist. Dieses Verhalten zeigen sie vor allem in der Abenddämmerung. Aus New South Wales liegen Berichte vor, dass Rosakakadus gezielt Windräder aufsuchen, sich gezielt auf dem niedrigsten Windradflügel setzen und laut rufend nach oben tragen lassen. Auf dem Scheitelpunkt des Windrads springen die Kakadus ab und fliegen wieder den niedrigsten Windradflügel an. Zu den spielerischen Verhaltensweisen gehört auch ihr Turnen und Herunterrutschen an Telefondrähten. Dabei schaukeln sie an den Drähten, hängen sich kopfüber daran und schlagen laut kreischend mit den Flügeln.

## Nahrung

### Nahrungsaufnahme

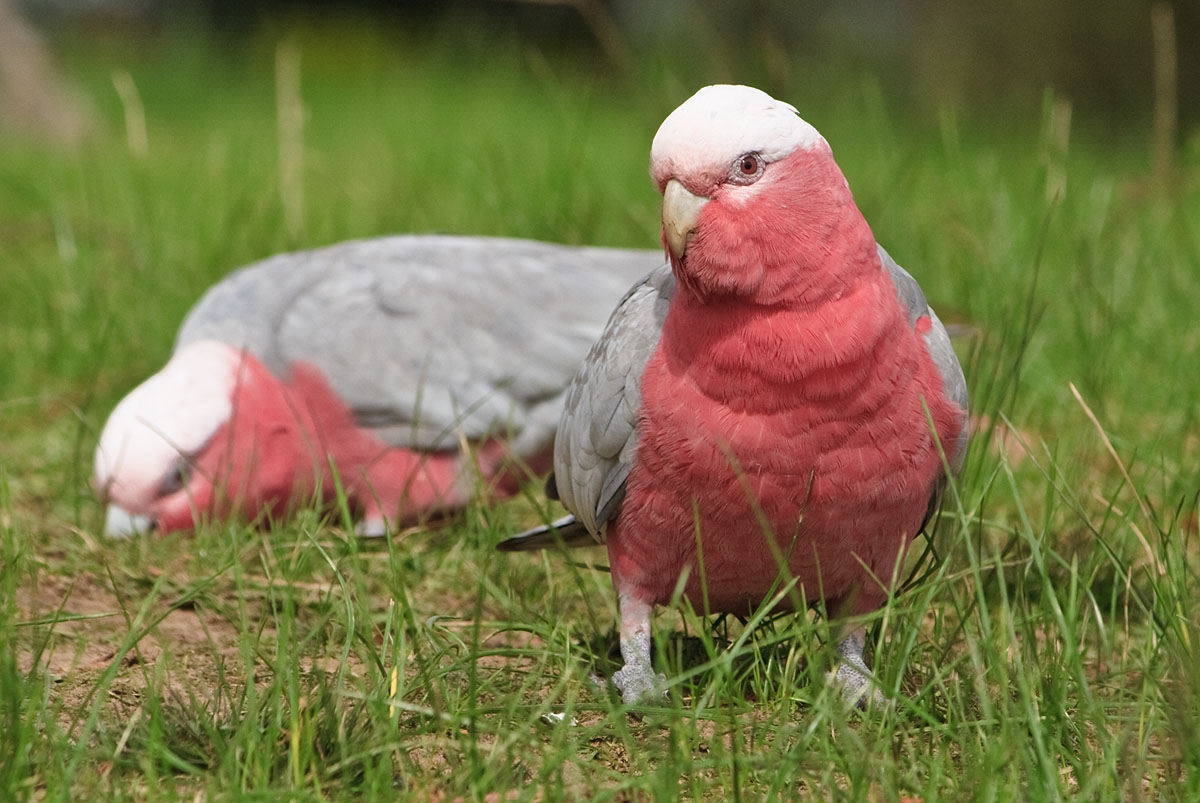
Rosakakadus bei der Nahrungsaufnahme, Blue Mountains, New South Wales

Die Nahrungsaufnahme findet überwiegend am Boden statt und hat ihren Aktivitätsschwerpunkt am Morgen und am späten Nachmittag. Sie geht zügig vonstatten, da die Rosakakadus die meiste Zeit des Jahres sehr leicht ausreichend Nahrung finden, um ihren Tagesbedarf zu decken. Der australische Ornithologe Ian Rowley hat Rosakakadus daher als eine Papageienart bezeichnet, die über „viel Freizeit“ verfüge. Nomadisierende Schwärme aus noch nicht geschlechtsreifen Jungvögeln oder nichtbrütenden Adulten werden im Nahrungsterritorium geduldet.
Die Nahrungssuche eines Schwarms wird durch das laute Rufen einzelner Vögel eingeleitet. Kurz danach kreisen die ersten Vögel über den Baumkronen. Wenn ihnen dann die anderen Kakadus folgen, zieht der gesamte Schwarm in Richtung der Nahrungsgründe. Befindet sich das Nahrungsgebiet mehr als einen Kilometer entfernt, legt der Schwarm auf dem Weg dorthin eine Ruhezeit in einem großen Baum auf. Dabei finden sich häufig weitere Schwärme dort ein. Große Schwärme bestehen in der Regel nur zu 25 Prozent aus verpaarten Rosakakadus, deren Nisthöhle sich in der Nähe befindet. Bei den übrigen Vögeln handelt es sich um noch nicht geschlechtsreife einjährige und zweijährige Rosakakadus sowie um nicht verpaarte geschlechtsreife Vögel. Diese noch nicht an eine Nisthöhle gebundenen Individuen sind durch ihr weites Nomadisieren in der Lage, Nahrungsressourcen sehr schnell zu nutzen. Sie bleiben in der Regel auch während der Nacht in der Nähe von Stellen mit reichlichem Nahrungsangebot, während die verpaarten Vögel ganzjährig zu ihren Nisthöhlen zurückkehren.
Während der Nahrungsaufnahme auf Grasland oder einem Stoppelfeld halten sie einen Abstand von mindestens 20 Zentimetern voneinander ein. Diese Individualdistanz ist gerade so groß, dass es den Vögeln nicht möglich ist, den Nachbarvogel zu beißen. Hinter einer breiten vorderen Linie befinden sich zwischen fünf und zehn Reihen weiterer Rosakakadus. Schwärme bewegen sich gleichgerichtet durch langsames Vorwärtslaufen. Gelegentlich überfliegen Rosakakadus, die in der hinteren Reihe gefressen haben, den fressenden Schwarm und setzen sich an die vordere Linie. Lautäußerungen sind während des Fressens meist nur zu vernehmen, wenn neue Vögel hinzukommen. An Getreidesilos oder Straßenabschnitten mit verschüttetem Getreide ist der Abstand zwischen den einzelnen Individuen des Schwarms deutlich geringer und ist entsprechend von aggressiven Interaktionen einzelner Rosakakadus geprägt. Meist sind es gerade angekommene große Männchen, die sich an diesen begrenzten Nahrungsstellen gegenüber schwächeren Vögeln durchsetzen. Erst wenn sie ihren ersten Hunger gestillt haben, lassen sie auch andere Vögel an die Nahrung. Entsprechend sind an solchen Stellen auch deutlich mehr Lautäußerungen zu vernehmen.

### Nahrung

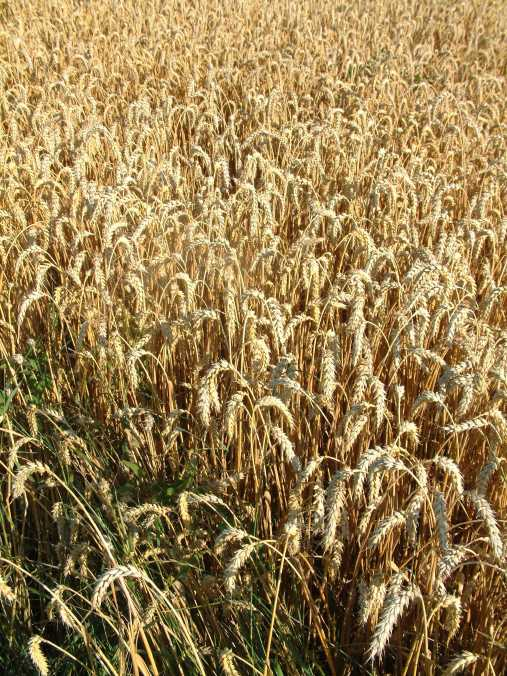
Feld mit Weichweizen

Die Nahrung von Rosakakadus besteht aus Samen, Körnern, Früchten, Beeren, Wurzeln, Blüten, frischen Trieben sowie Blattknospen und manchmal auch aus Insekten und deren Larven. Baumfrüchte spielen nur eine sehr untergeordnete Rolle. Sie benötigen pro Tag zwischen 15 und 20 Gramm Samen. Bei Untersuchungen in weitgehend vom Menschen unberührten Mulga-Savannen im Westen Australiens ließen sich 16 Pflanzenfamilien nachweisen, die in der Ernährung der Rosakakadus eine Rolle spielten. Dazu zählen Süßgräser, Sauergras-, Fuchsschwanz-, Gänsefuß-, Wunderblumen-, Mollugo-, Portulak-, Kreuzblüten-, Mimosen-, Storchschnabel-, Raublatt-, Goodenien- und Knöterichgewächse sowie Korbblütler, Doldenblütler und Gyrostemonaceae. Im südlichen Queensland dominierten Grassamen der Süßgräser-Gattungen Dactyloctenium aus der Unterfamilie Chloridoideae sowie Iseilema und Astrebla, die insgesamt fast 80 Prozent der Nahrung ausmachten. In einigen Gebieten können Rosakakadus wegen ihrer Aufnahme von Gras- und Wildsamen zur Versteppung beitragen, wenn sie in großer Zahl vorkommen. Dies haben sie zwar mit einigen anderen australischen Sittichen und Finken gemeinsam. Diese treten aber nicht in so großen Schwärmen auf und haben auf Grund ihrer kleineren Körpergröße auch einen geringeren Nahrungsbedarf. Ornithologen weisen allerdings auch darauf hin, dass die großen Schafherden Australiens weitaus größere Flurschäden anrichten.
Im Weizengürtel Australiens ist die Nahrungszusammensetzung der Rosakakadus deutlich anders. Hier sind es Weichweizen, Saat-Hafer und Gerste, die mehr als zwei Drittel der Nahrung der Rosakakdus ausmachen. Das verbleibende Drittel besteht überwiegend aus den Samen von Reiherschnäbeln sowie zu einem geringen Anteil aus dem Samen des hier eingebürgerten Kaplöwenzahns. Getreide finden Rosakakadus im Weizengürtel fast ganzjährig. Sie graben die frisch gesäten Körner sowie die jungen Schösslinge aus, biegen später im Jahr die am Rand von Feldern Getreidehalme herab, so dass sie an die zum Teil noch milchreifen Körner gelangen, und fressen während der Erntezeit das zu Boden gefallene Getreide. Die Getreidemenge, die nach der Ernte auf den Feldern zurückbleibt, kann beträchtlich sein. Der Ornithologe Ian Rowley schätzte, dass im Jahr 1974 pro Hektar Anbaufläche rund 106,3 Kilogramm Getreide auf den Feldern liegen blieb. Rosakakadus finden in der Erntezeit außerdem verschüttetes Getreide in der Nähe von Getreidesilos, Bahnladestationen und entlang von Straßen. Sie profitieren auch davon, dass das im Weizengürtel gehaltene Vieh zu einem großen Teil mit Getreide gefüttert wird. Meist findet diese Fütterung in einer Form statt, die Rosakakadus ebenfalls den Zugang ermöglicht. Rosakakadus klauben außerdem nicht verdaute Getreidereste aus dem Kot anderer Tiere. Für die in den Vororten von Perth lebenden Rosakakadus beispielsweise, wo zahlreiche Pferde gehalten werden, stellt dies in den Wintermonaten eine wesentliche Nahrungsquelle dar. Die Samen von Reiherschnäbeln haben eine verhältnismäßig hohe Bedeutung in der Ernährung der Rosakakadus im Weizengürtel Australiens, weil deren Samen im September und damit vor dem Beginn der Getreidereife zur Verfügung steht. In diesen Zeitraum fällt außerdem die Hauptschlupfzeit der Rosakakadus. Die verhältnismäßig weichen Samen der Reiherschnäbel, die von den Rosakakadus geerntet werden, bevor die Spaltfrucht aufplatzt, spielen in der Ernährung der Nestlinge eine erhebliche Rolle.

### Trinken

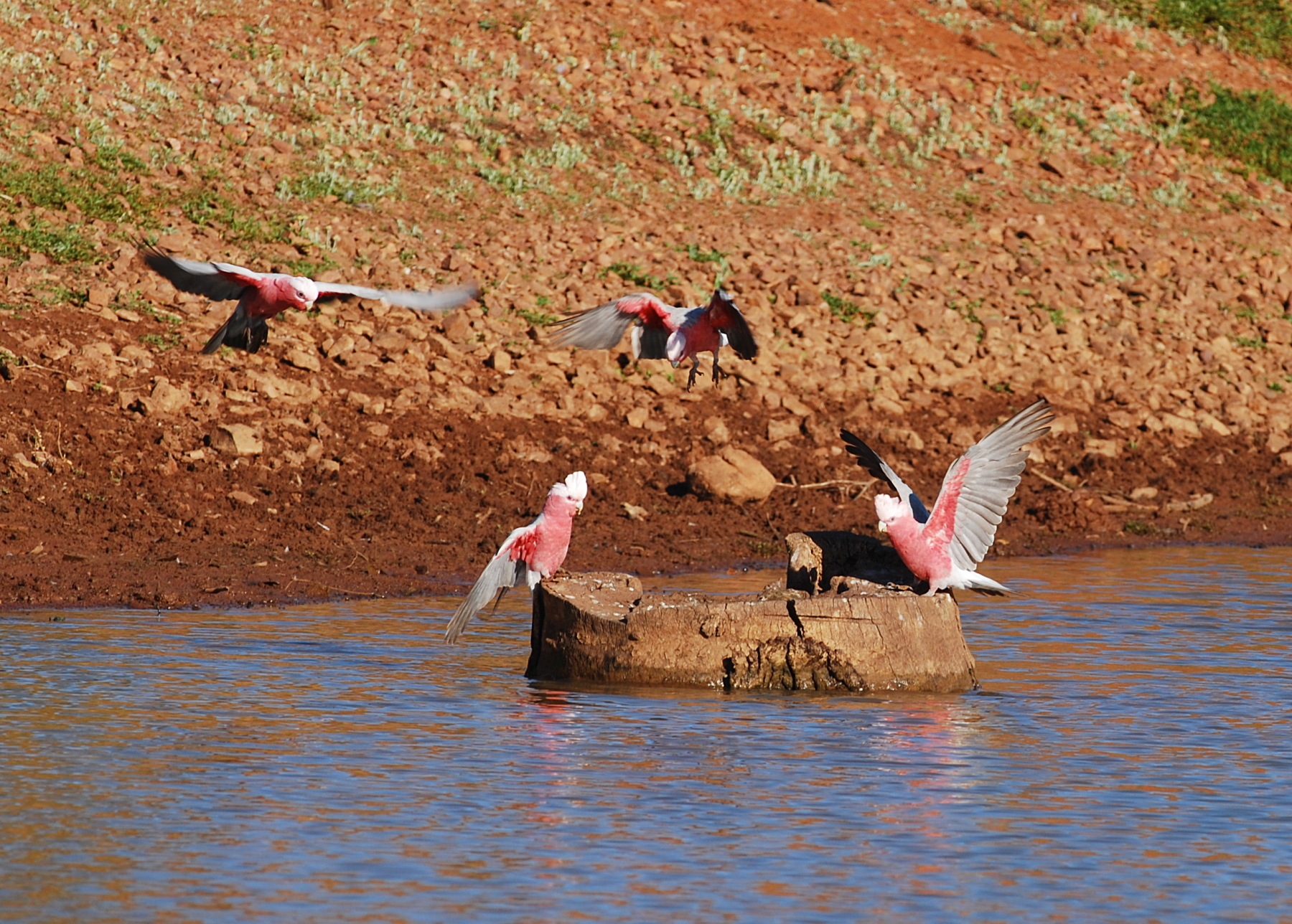
Rosakakadus an einem Wasserloch

Rosakakadus trinken in freier Wildbahn nur bei sehr heißem Wetter mehrfach und nehmen ansonsten nur in den Abendstunden Wasser auf. In den ariden Regionen Australiens gibt es nur wenige Wasserstellen und an diesen lauern Prädatoren bevorzugt ihren Beutetieren auf. Die Aufnahme von Wasser stellt daher für die Rosakakadus eine besondere Gefährdungssituation dar. Rosakakadus landen daher bevorzugt auf Zweigen, die über die Wasseroberfläche überhängen oder auf Felsen oder Holzstämmen, die aus dem Wasser herausragen. Ian Rowley beschreibt, dass Rosakakadus sogar im Flug Wasser aufnehmen.
An Wasserstellen kommt es zwischen Rosakakadus nur selten zu aggressiven Interaktionen, obwohl wegen des oft begrenzten Zugangs die Individualdistanz zwischen den einzelnen Vögel regelmäßig unterschritten wird. Ian Rowley vermutet, dass die Vögel durch ihre exponierte Situation in diesen Momenten zu abgelenkt sind, um auf ihre Artgenossen zu reagieren.

## Fortpflanzung
Rosakakadus sind monogame Vögel. Die Paarbindung besteht, bis einer der Vögel stirbt. Sie zeigen außerdem eine große Standorttreue, so dass geschlechtsreife und verpaarte Rosakakadus sich nur selten mehr als 15 Kilometer von ihrer Nisthöhle entfernen. Geschlechtsreif sind Rosakakdus ab ihrem dritten Lebensjahr. Während der ersten zwei Lebensjahre zeigen sie kein sexuell motiviertes Verhalten.

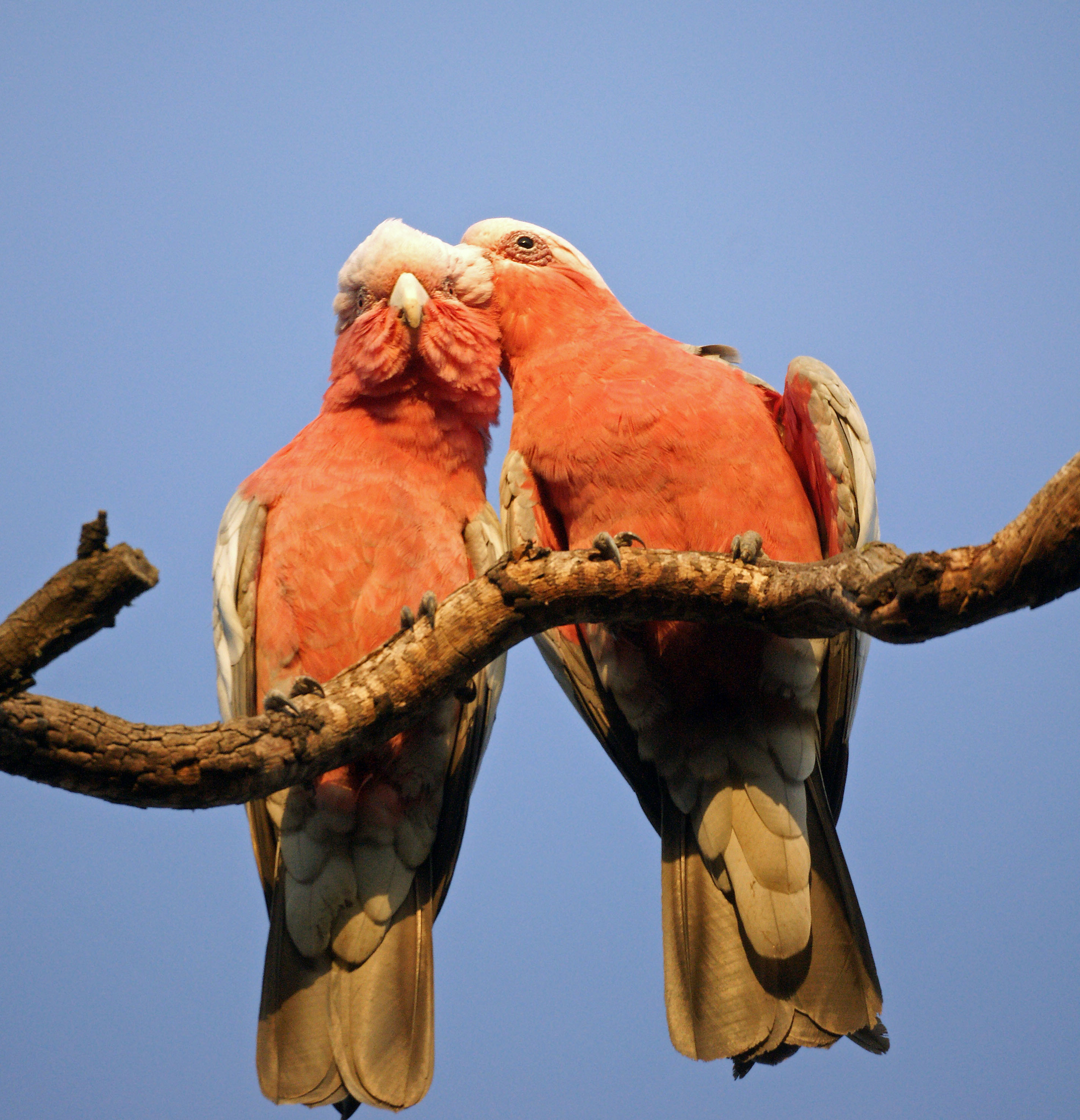
Rosakakadus bei gegenseitiger Gefiederpflege

### Brutzeit und Balz
Die Brutzeit ist abhängig vom Verbreitungsgebiet, von der Niederschlagsmenge und dem Nahrungsangebot. Im Süden Australiens fällt sie in die Monate Juli bis November, während in den nördlichen Regionen Australiens Rosakakadus in den Monaten Februar bis Mai brüten. Bei ungünstigen Voraussetzungen unterbleibt die Brut gänzlich oder es wird nur ein sehr kleines Gelege gelegt. In Jahren mit sehr günstigen Voraussetzungen sind die Gelege dagegen größer. Nach dem Verlust einer Brut legen Rosakakadus ein Zweitgelege. Sie ziehen jedoch je Fortpflanzungsperiode nur eine Brut groß.
Das Balzrepertoire der Rosakakadus ist wie bei vielen anderen Kakadu-Arten nicht sehr groß. Die Männchen nähern sich mit aufgestellter Haube und angespannter Körperhaltung den Weibchen, wenden den Kopf dabei seitwärts hin und her und rufen leise. Fliegt das Weibchen dann auf, folgt ihm das Männchen laut rufend. Bleibt das Weibchen dagegen sitzen, erfolgt ein ausführliches gegenseitiges Putzen. Dabei sitzen sie häufig seitenverkehrt nebeneinander. Ein Füttern des Weibchens durch das Männchen, das bei einigen anderen Kakaduarten bei der Balz eine große Rolle spielt, kommt auch bei Rosakakadus vor, ist aber verhältnismäßig selten. Die Paarbindung wird gefestigt, indem die beiden Partnervögel auch während der Nahrungsaufnahme in der Nähe voneinander bleiben, in den tagsüber aufgesuchten Ruhebäumen nebeneinander sitzen und abends zu ihrer Bruthöhle zurückkehren.

### Die Nisthöhle

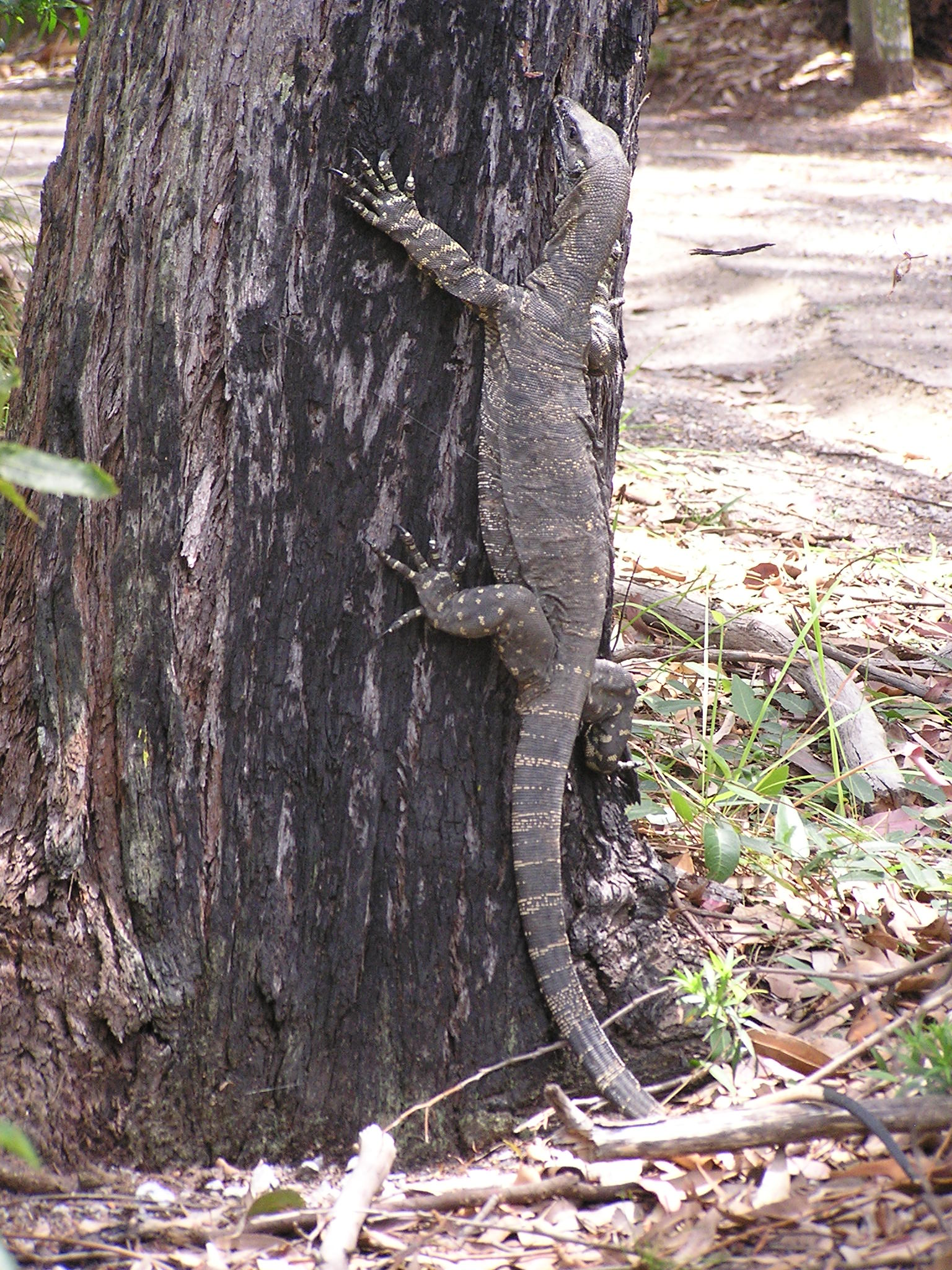
Warane wie dieser Buntwaran zählen zu den Nesträubern von Rosakakadus

Das Nest wird in einem hohlen Ast oder Stamm eines Baumes angelegt. Im Schnitt liegen die Höhlen acht Meter über dem Erdboden. Rosakakadus bevorzugen ufernahe Eukalyptusbäume als Nisthöhle. Es gibt jedoch auch Brutnachweise von Paaren, die als Nisthöhle Höhlen in Steilabbrüchen oder Felswänden nutzten oder in Erdlöchern sowie Nistkästen brüteten. Da fest verpaarte Rosakakadus sesshafte Vögel sind, nutzen sie ihre Bruthöhlen häufig über mehrere Jahre. Rosakakadus brüten an geeigneten Stellen halbkolonial mit einem durchschnittlichen Höhlenabstand von knapp 50 Metern.
Rosakakadus sind auf natürliche Nisthöhlen angewiesen, da sie die Höhlen nicht selbst graben können. Die jeweilige Nisthöhle wird jedoch von beiden Geschlechtern auf das Brutgeschäft vorbereitet. Zu den typischen Aktivitäten von Rosakakadus zählt, dass sie rund um den Höhleneingang einen breiten Streifen der Rinde abnagen. Sie legen dabei das Kambium frei, das nach Austrocknen eine holzige Textur bildet. Diese auffällige Narbe wird jährlich ausgeweitet. Der Grund für dieses Verhalten ist nicht abschließend geklärt. Möglicherweise signalisieren sie damit anderen Vögeln, dass die Nisthöhle besetzt ist. Gelegentlich wird als Erklärung für dieses Verhalten auch angeführt, dass die verbleibende glatte Rinde es Nesträubern wie etwa Waranen erschwert, in die Nisthöhle zu gelangen. Ian Rowley bezweifelt dies, weil er noch nie einen Waran beobachtet habe, der nicht in der Lage gewesen wäre, diese rindenfreien Stellen am Baum zu überwinden.
Rosakakadus kleiden die Nisthöhle mit Eukalyptusblättern aus. Dies ist unter den Kakadus ein verhältnismäßig ungewöhnliches Verhalten – andere Kakaduarten tragen meist nur Holzstücke in die Nisthöhle ein. Dieses Verhalten trägt vermutlich zur Erhöhung der Luftfeuchtigkeit in der Bruthöhle bei und schützt die Eier im trockenheißen Klima Australiens vor dem Austrocknen. Nach den Untersuchungen von Ian Rowley vermindert die mitunter meterdicke Lage an Eukalpytusblätter auch, dass das Nest bei Regenfällen überschwemmt wird und dadurch das Gelege abstirbt.
Da Rosakakadus sich ganzjährig in der Nähe ihrer Bruthöhlen aufhalten und wehrhafte Vögel sind, beträgt der Verlust von Höhlen an andere Arten jährlich nur etwa fünf Prozent.
Zu den Arten, die Höhlen nutzen, die in den Jahren zuvor Rosakakadus als Nisthöhle dienten, zählen Halsbandkasarkas, Graubartfalken, Weißschwanz-Rabenkakadus, Bergsittiche, Nymphensittiche, Ringsittiche, Boobookkäuze, Schleiereulen, Mähnenenten, Wühlerkakadus, Baumschwalme und verwilderte Honigbienen.

### Territorialverhalten

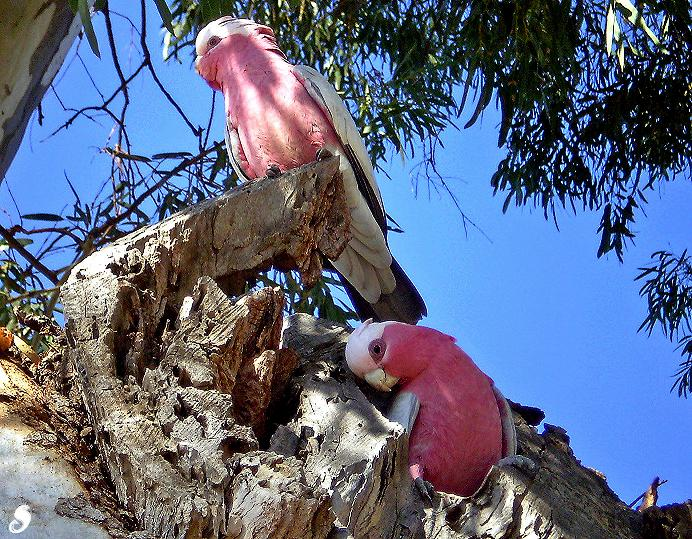
Rosakakadupaar

Die unmittelbare Umgebung der Nisthöhle wird von Rosakakadus sowohl gegen Artgenossen als auch anderen Vögeln verteidigt. Der Besitz einer Nisthöhle wird häufig dadurch angezeigt, dass einer der beiden Partnervögel still im Höhleneingang sitzt. Auffälliger ist ein Verhalten, bei denen einer der Partnervögel oder sogar beide Partner aufgerichtet auf einem Ast sitzen, ihre Flügel halb ausbreiten, die Schwanzfedern spreizen und dabei kreischend Skrie rufen. In der extremsten Form dieses Verhaltensten ist diese Haltung von Verbeugungen begleitet. Noch nicht geschlechtsreife Rosakakadus zeigen eine abgemilderte Form dieses Verhaltens, wenn sie gegen Ende der Brutsaison damit beginnen, Nisthöhlen zu inspizieren.
Die Eukalyptusbäume, in denen Rosakakadus typischerweise brüten, haben in der Regel so ausladende Wipfel, dass andere Rosakakadus sich auch in den Bäumen aufhalten können, die ein besetztes Nest aufweisen. Unterschreitet ein Vogel jedoch eine Distanz von drei Metern, warnen die Höhlenbesitzer mit lauten Rufen. Nähert sich der Vogel weiter, nähert sich einer der Partnervögel fliegend dem Eindringling und droht mit leicht geöffneten Schnabel. Er läuft dann auf den Vogel zu, der dann gewöhnlich auf dem Ast zurückweicht und schließlich davonfliegt. Bleibt er sitzen oder nähert er sich weiter, beißt der Nisthöhlenbesitzer den sich nähernden Vogel in den Fuß. In verhältnismäßig seltenen Fällen kommt es dabei zu gegenseitigen Beißen.

### Gelege und Nestlinge
Die Gelege bestehen durchschnittlich aus zwei bis sechs Eiern. Die Eier haben eine elliptische Form und messen 35 Millimeter × 26,5 Millimeter. Sie wiegen bei der Eiablage durchschnittlich 13,7 Gramm. Der Legeabstand beträgt im Mittel 2,66 Tage. Beide Elternvögel brüten. Sie beginnen mit der Bebrütung in der Regel nach der Ablage des vierten Eis beziehungsweise mit dem Legen des letzten Eis bei kleinen Gelegen. Die Nestlinge schlüpfen nach einer Brutzeit von 23 bis 24 Tagen. Ihr Schlupf verläuft weitgehend synchronisiert innerhalb von 48 Stunden. Sie werden während der ersten acht bis zehn Lebenstage fast ständig von den Elternvögeln gehudert, wobei die Intensität des Huderns von der Umgebungstemperatur abhängig ist. Diese ist in den Nachmittagsstunden gewöhnlich am höchsten und das Hudern wird in dieser Zeit meist unterbrochen. Zwischen dem zehnten und dem 21. Lebenstag hudern Rosakakadus ihre Nestlinge nur noch nachts. Mit Erreichen des 21. Lebenstages sind die Jungvögel so weit befiedert, dass die Elternvögel auf ein Hudern verzichten.

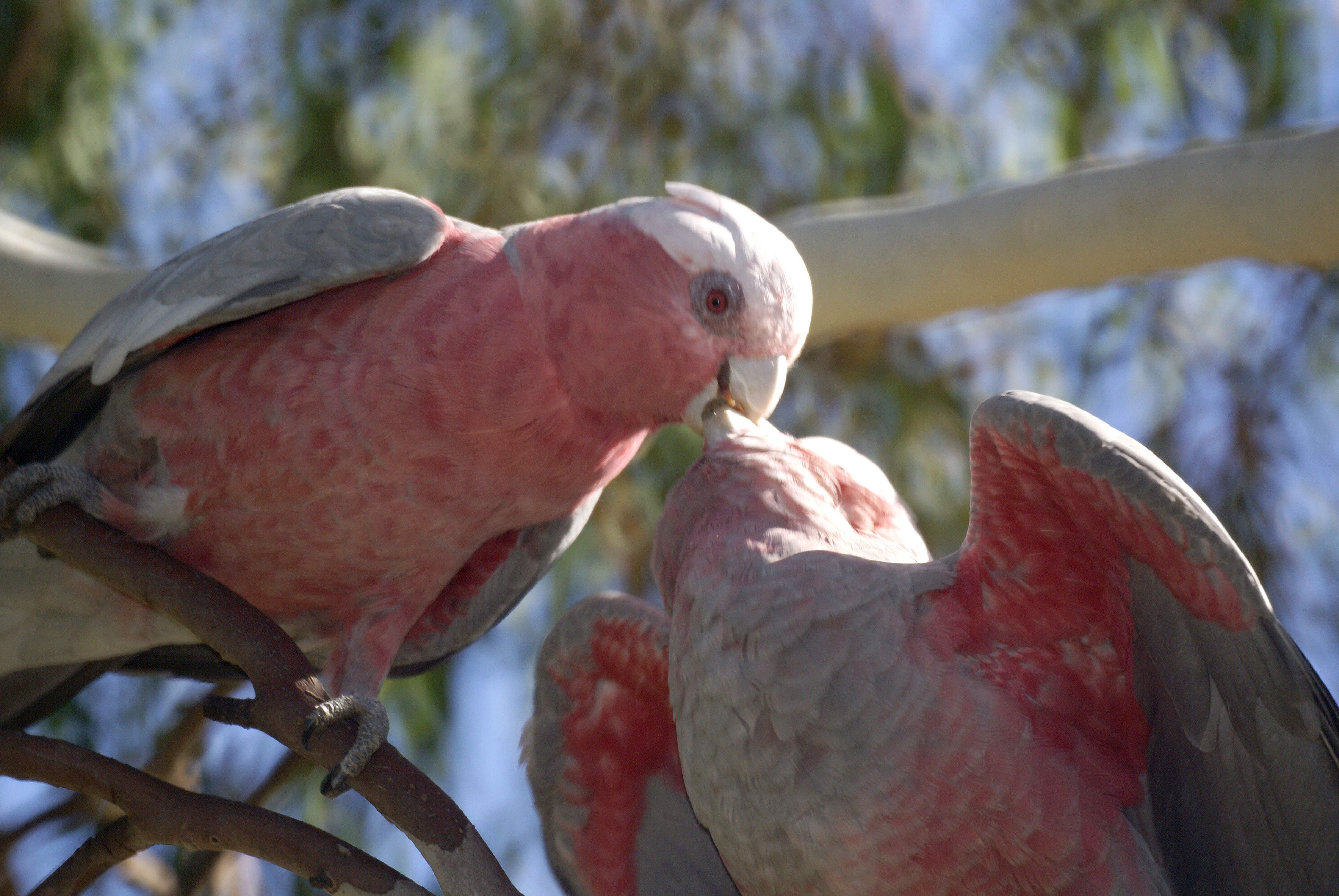
Weibchen beim Füttern eines Jungvogels

Die Nestlinge werden in den ersten Lebenstagen mit weichen, leicht zu verdauenden Samen wie etwa den von Reiherschnäbelarten gefüttert. In Jahren, in denen der Regenfall so gering ist, dass solche Pflanzen nicht blühen und dementsprechend keinen Samen ansetzen, fällt es Rosakakadus schwer, ausreichend Futter für ihre Nestlinge zu finden. Grundsätzlich ist in solchen Jahren aber auch die Zahl der Gelege deutlich geringer, da die Weibchen nicht ausreichend Fettreserven bilden, um zur Eiablage zu kommen.

### Jungvögel
Junge Rosakakadus verlassen in ihrer siebten Lebenswoche das Nest. Trotz des weitgehend synchronen Schlupfes der Nestlinge kann im Extremfall zwischen dem Ausfliegen des ersten und des letzten Jungvogels einer Brut ein Abstand von bis zu 12 Tagen bestehen. Besonders bei großen Gelege ist es schwierig für die Nestlinge, ihre Flügel zu trainieren. Wegen der meist schornsteinartigen Form der Nisthöhlen hat meist nur der am Eingang sitzende Nestling die Möglichkeit, seine Flügel auszubreiten. Bei ihrem ersten Flug werden die Jungvögel in der Regel von den Elternvögeln begleitet. Der Flug endet meist in der nächsten Baumgruppe. Später ausfliegende Jungvögeln werden von den Elternvögeln zu dem bereits ausgeflogenen Jungvögel geführt. Der Zusammenhalt des Familienverbands ist wesentlich, weil die Jungvögel für weitere sechs bis sieben Wochen auf die Fütterung durch ihre Elternvögel angewiesen sind.
Ian Rowley hat im Weizengürtel Australiens beobachtet, dass bestimmte Baumgruppen bevorzugt als Versammlungsort für Jungvögel aufgesucht werden. Er bezeichnet diese Stellen als „Kindergärten“. Die dort versammelten Jungvögel sind häufig dabei zu beobachten, wie sie laut rufend im Schwarm um die Baumgruppe fliegen. Vermutlich trainieren sie so ihre Flugfähigkeiten. Sie sind jedoch einem erhöhten Risiko ausgesetzt, von Greifvögeln geschlagen zu werden. Die Ansammlung verhältnismäßig flugunerfahrener Rosakakadus zíeht insbesondere Wanderfalken und Keilschwanzadler an.
Wenn Elternvögel mit Futter zu den Baumgruppen kommen, rufen sie laut, worauf ihre Jungvögel sich aus dem Schwarm lösen und dann gefüttert werden. Solche Kindergärten können an einzelnen Stellen über mehrere Wochen bestehen. Die einzelnen Jungvögel bleiben jedoch nur die verhältnismäßig kurze Zeit, bis alle Mitglieder ihres Familienverbandes beieinander sind. Sobald alle Vögel eines Geleges ausgeflogen sind, führen die Elternvögel zu Baumgruppen, die näher an Nahrungsgründen liegen. Jungvögel beginnen nach etwa zwei bis drei Wochen sich ihren Elternvögeln während deren Nahrungssuche am Boden anzuschließen und beginnen zwei weitere Wochen später selbst am Boden nach Nahrung zu suchen. Etwa um den hundertsten Lebenstag herum werden Jungvögel nicht mehr von den Elternvögeln gefüttert. Verglichen mit anderen Kakaduarten werden Rosakakadus damit sehr frühzeitig selbständig. Sie schließen sich anderen Jungvögeln an und wandern gewöhnlich in Windrichtung aus dem Brutgebiet ab. Diese Jungvögelschwärme nomadisieren in sehr großen Gebieten. Die Wanderrichtungen sind von den verfügbaren Nahrungsressourcen bestimmt. Ab dem zweiten Lebensjahr wird das Gebiet, in dem die Vögel nomadisieren, kleiner und beträgt dann etwa 1000 Quadratkilometer.

## Mortalitätsrate

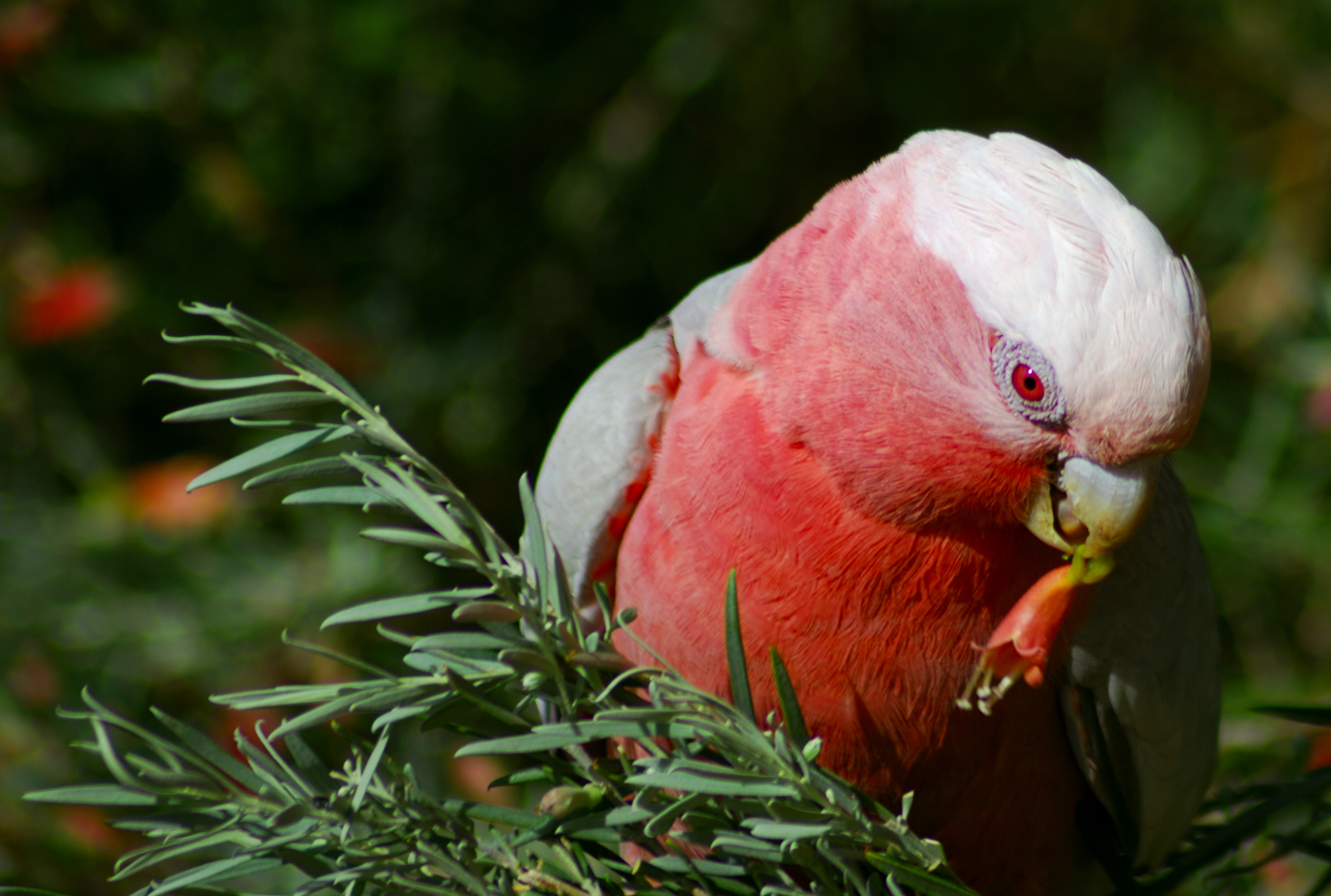
Fressendes Weibchen

Die umfangreichsten Studien zur Mortalitätsrate der Rosakakadus liegen aus dem Südwesten Australiens vor. Untersuchungen dort haben gezeigt, dass die Gelege durchschnittlich 4,31 Eier enthielten. Die Schlupfrate betrug 82,6 Prozent. Je Gelege wurden durchschnittlich jedoch nur 1,92 Jungvögel groß. Von 100 Jungvögeln, die die Nisthöhle verließen, überlebten 81 die ersten 100 Tage. Nur 49 wurden älter als ein halbes Jahr. Knapp 20 erreichten das zweite Lebensjahr und nur etwa neun Vögel erreichten das dritte Lebensjahr.
Von aufgefundenen toten Rosakakadus, bei denen man die Todesursache bestimmen konnte, fielen dreiviertel dem Abschuss durch Farmer zum Opfer. Sieben Prozent wurden von Hauskatzen geschlagen, sieben Prozent von Greifvögeln gegriffen und fünf Prozent im Straßenverkehr getötet. Die Mortalitätsrate ist damit so hoch, dass ein Rosakakadu-Paar im Schnitt achtmal erfolgreich brüten muss, um zwei Jungvögel hervorzubringen.

## Systematik
Rosakakadus weisen einen von den Eigentlichen Kakadus abweichenden Knochenbau des Schädels auf. Die Daunen der Nestlinge sind außerdem anders als bei dieser Kakadugattung gefärbt. Sie werden deshalb seit einigen Jahrzehnten als eigene Gattung innerhalb der Familie der Kakadus geführt.
Obwohl der Rosakakadu eine häufige und gut untersuchte Art ist, sind Beschreibungen seiner Unterarten und ihrer jeweiligen Verbreitungsgebiete bislang nur spärlich vorhanden. Inwieweit die Aufteilung in drei Unterarten gerechtfertigt ist, ist daher noch nicht abschließend geklärt.
| Unterart                                                | Verbreitungsgebiet | Unterscheidungsmerkmale der einzelnen Unterarten |
| ------------------------------------------------------- | --- | --- |
| Westlicher Rosakakadu (E. r. roseicapilla), Nominatform | Das Verbreitungsgebiet reicht von der Pilbara-Region in Western Australien in Richtung Norden bis zu den Ausläufern der Große Sandwüste und erreicht noch weiter nördlich den Eighty Mile Beach. | Die Nominatform ist die kleinste Unterart. Die Federhaube ist eher weißlich gefärbt. |
| Östlicher Rosakakadu (E. r. albiceps)                   | Osten und Südosten Australiens | Verglichen zur Nominatform ist die Haube kürzer. Scheitel und Hinterkopf sind weiß mit rosafarbenen Federbasen. Die Abgrenzung dieses rosafarbenen Kopfgefieders zum dunkleren Nackengefieder ist sehr scharf. |
| Kuhls Rosakakadu (E. r. kuhli)                          | Norden Australiens von der Kimberley Division in Western Australia bis zum Süden der Cape York Peninsula.                                                                                        | Das Gefieder ist insgesamt heller als bei der Nominatform. Die Federhaube ist etwas mehr rosafarben. Der nackte Augenring ist auffällig tief rosafarben.                                                       |

## Rosakakadus und Menschen

### Rosakakadus als Schädling

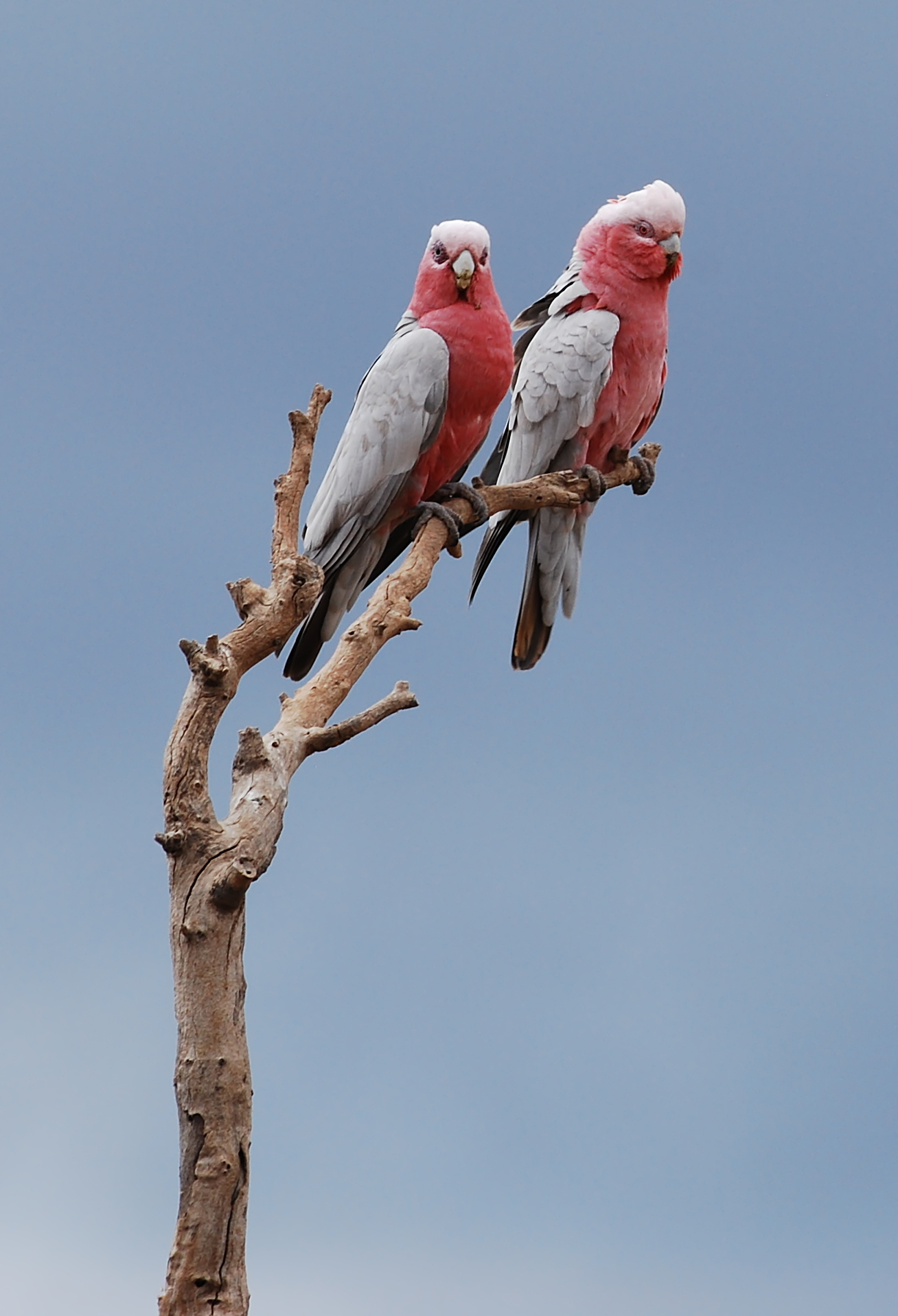
Rosakakadus

Rosakakadus gelten in weiten Teilen Australiens als Schädlinge. Als eine Art, die ihre Nahrung nahezu ausschließlich am Boden aufnimmt, richten Rosakakadus bereits bei der Aussaat von Getreiden beträchtliche Schäden an, weil sie die ausgebrachten Saatkörner fressen. Frisch gekeimtes Getreide wird von ihnen ausgerissen und gefressen und sie picken die Getreidekörner sowohl im halbreifen wie reifen Zustand aus den Ähren. Landwirte beklagen gelegentlich vollständige Ernteausfälle. Bis Ende der 1980er Jahre kam es durch Rosakakadus auch zu erheblichen Schäden nach der Getreideernte. Rosakakadus hatten sich darauf spezialisiert, in den frühen Morgenstunden die für den Abtransport aufgestellten Getreidesäcke an den Seiten zu öffnen und das herausrieselnde Getreide zu fressen. Auch die oben offenen Getreidesilos wurden von ihnen regelmäßig aufgesucht. Schäden entstanden dabei nicht zuletzt durch das Verschmutzen des Getreides mit Exkrementen, so dass das Getreide von den zuständigen Behörden häufig nur nach aufwendiger Reinigung zum Verkauf zugelassen wurden. Andere Methoden der Getreidelagerung nach der Ernte haben diese Schäden mittlerweile eindämmen können. Beträchtlichen Schaden können Rosakakadus außerdem auch auf Sonnenblumen- und Sorghum-Feldern anrichten. Australische Farmer fordern deshalb immer wieder höhere Abschussquoten für diese Kakaduart.
Rosakakadus zerstören verhältnismäßig häufig Telefonleitungen, die in Australien überwiegend oberirdisch verlaufen. Ihnen wird nachgesagt, dass sie durch das Benagen der Rinde die Bäume zum Absterben bringen, die von ihnen häufig als Schlaf- und Ruhebäume aufgesucht werden. Nähere Untersuchungen konnten jedoch klären, dass dies nicht zutrifft. Ein Absterben von Ästen und Bäume ist primär eine Folge anthropogener Eingriffe in die ursprüngliche Vegetation. Erhebliche Schäden richten sie aber auch auf Rasenflächen an. Blaugräser, die in Australien häufig als Rasen für Sportplätze verwendet werden, bilden Rhizome aus, die von den Rosakakadus ausgegraben werden.
Wegen der großen landwirtschaftlichen Schäden, die Rosakakadus verursachen, beauftragten australische Behörden von 1969 bis 1977 Studien zur Verhaltensökologie der Rosakakadus. Anlass war eine gezielte Ausweitung des Getreideanbaus im Südwesten Australiens, die zu einer Bestandszunahme der kulturfolgenden Rosakakadus führte und damit beträchtliche Konflikte mit Farmern auslöste. Durchgeführt wurden die Studien von dem australischen Ornithologen Ian Rowley, der auch nach Beendigung dieser Untersuchungen an Rosakakadus weiter forschte und 1990 eine umfangreiche Studie über diese Kakaduart veröffentlichte. Rosakakadus zählen auf Grund dieser Studie zu den vier oder fünf besterforschten Papageien der Welt.
Ian Rowley kam in seinen Untersuchungen zu dem Ergebnis, dass die Getreideschäden durch entsprechende Anbau- und Erntemethoden stark verringert werden können. So reduziert die Verwendung moderner Maschinen und der schnelle Abtransport des Getreides im Weizengürtel Australiens den Verlust durch Rosakakadus so drastisch, dass aus seiner Sicht ein Abschuss nicht mehr gerechtfertigt ist. Farmer sollten vor allem darauf verzichten, Pflanzen mit ausgereiften Samenständen noch einige Wochen auf dem Feld stehen zu lassen, da dadurch das Risiko deutlich ansteigt, dass einfallende Kakaduschwärme erheblichen Schaden anrichten.

### Haltung
Rosakakadus wurden 1843 erstmals im Londoner Zoo gehalten. In den darauf folgenden Jahrzehnten erfolgte eine regelmäßige Einfuhr dieser Kakaduart nach Europa, die erst endete, nachdem Australien ein Ausfuhrverbot für seine gesamte Fauna erließ. Rosakakadus, die heute in Europa gehalten werden, stammen gewöhnlich aus Nachzuchten. Die erste Nachzucht gelang 1876 in Großbritannien. 1961 erfolgte die erste deutsche Nachzucht. Heute werden Rosakakadus in vielen europäischen und nordamerikanischen Ländern gezüchtet. Es gibt außerdem in Südafrika eine umfangreiche kommerzielle Zucht. In Australien handelt es sich bei den meisten gehaltenen Rosakakadus um Wildfänge. Hybridzüchtungen mit anderen Kakadus sind keine Seltenheit. Rosakakadus wurden bereits erfolgreich mit Gelbhauben-, Inka- und Nacktaugenkakadus gekreuzt.
Rosakakadus sind anspruchsvolle und langlebige Pfleglinge, die wegen ihres Bewegungsbedarf und ihrer Nageneigung in großräumigen Ganzmetallvolieren gehalten werden. Ihre Einzelhaltung gilt als nicht artgerecht und ist in Deutschland und Österreich untersagt. Bei nicht artgerechter Haltung neigen Rosakakadus zu Lethargie und Fettleibigkeit. Rosakakadus sind zwanghafte Fresser. Fettleibigkeit gilt daher als wesentliche Todesursache von Käfig- und Volierentieren. Sie ist häufig die Folge einer nicht artgerechten Fütterung mit zu fettreichen Körnern wie Sonnenblumensaaten. Da Rosakakadus häufig von ihrer lauten und schrillen Stimme Gebrauch machen, die noch in weiter Entfernung zu vernehmen ist, führt eine Freivolierenhaltung häufig zu Problemen mit Nachbarn.

## Belege